# Агустони, Джильберто
Джильберто Агустони (итал. Gilberto Agustoni; 26 июля 1922, Шаффхаузен, Швейцария — 13 января 2017, Рим, Италия) — швейцарский куриальный кардинал и ватиканский сановник. Титулярный архиепископ Каорле с 18 декабря 1986 по 26 ноября 1994. Секретарь Конгрегации по делам духовенства с 18 декабря 1986 по 2 апреля 1992. Про-префект Верховного Трибунала Апостольской Сигнатуры и про-председатель Апелляционного Суда Ватикана со 2 апреля 1992 по 5 октября 1998. Префект Верховного Трибунала Апостольской Сигнатуры и председатель Апелляционного Суда Ватикана с 26 ноября 1994 по 5 октября 1998. Кардинал-дьякон с титулярной диаконией Санти-Урбано-э-Лоренцо-а-Прима-Порта с 26 ноября 1994 по 24 февраля 2005. Кардинал-священник с титулом церкви pro hac vice Санти-Урбано-э-Лоренцо-а-Прима-Порта с 24 февраля 2005.